# Подобник, Антон
Антон Подобник (словен. Anton Podobnik; 3 июня 1755, Идрия — после июня 1798) — словенский юрист и государственный деятель. Мэр Любляны с 1795 по 1798 год.

## Биография
С 1771 по 1779 год учился в средней школе в Любляне, затем отправился в Вену, где получил степень доктора юридических наук. Вернувшись в Любляну в 1790 году, он сначала устроился на работу мировым, а через три года и торговым судьёй. В августе 1795 года Подобник был избран мэром Любляны, заменив Петера Фистера и совмещая со службой на этом посту работу председателем торгового суда. Занимая должность главы города, он смог добиться переноса ежегодной животноводческой ярмарки с Капуцинской улицы в Братиславе на одну из улиц в Любляне, повышения качества уличного освещения и завершения разбора руин старой городской стены, камни из которой были использованы в качестве ограды для кладбища Святого Криштофа. Во время вторжения французских войск в Любляну под командованием Жана-Батиста Бернадота Подобник не только остался на своём посту, но и был назначен французами членом администрации Временной Центральной губернии, которую планировалось создать на месте Австрии. После подписания 18 апреля 1797 года Леобенского договора и вывода французских войск из Любляны он попросил правительство Австрийской империи освободить его от должности мэра, но получил отказ. В июне 1798 года его сменил на посту главы города член магистратского суда Йосип Кокаил, а сам Подобник был объявлен пропавшим без вести.